# Nemzeti Adatvédelmi és Információszabadság Hatóság
A Nemzeti Adatvédelmi és Információszabadság Hatóság (rövidítve: NAIH, vagy Hatóság) a  második Orbán-kormány idején, a 2011. évi CXII. törvénnyel az addigi adatvédelmi biztos helyett létrehozott, autonóm közigazgatási szerv Magyarországon. 2012. január 1-jén alakult meg azzal a céllal, hogy ellenőrizze és elősegítse a személyes adatok védelmét és az információszabadság érvényesülését. A NAIH autonóm szervként felettes szervvel nem rendelkezik, nem utasítható és független mind szervezetileg, mind pénzügyileg.

## Székhelye, levelezési címe
A Hatóság székhelye és levelezési címe megváltozott: 2020. október 1. napjától a 1055 Budapest, Falk Miksa utca 9-11. szám alatti címen érhető el. A Hatóság új levelezési címe: 1363 Budapest, Pf. 9.
A változás a minősített adatokat tartalmazó küldemény címzésére is kiterjed október 1-jétől.

## Előzményei
Az önálló magyarországi adatvédelmi biztos 1995 óta fennálló jogintézményét a második Orbán-kormány idején elfogadott alaptörvény és az információs önrendelkezési jogról és információszabadságról szóló 2011. évi CXII. törvény 2012. január 1-jei hatállyal megszüntette, helyette a formálisan független, de az államigazgatási hierarchiába tartozó Nemzeti Adatvédelmi és Információszabadság Hatóság látja majd el az információs jogok védelmét.

## Jogállása
A Hatóság önálló jogi személyiséggel rendelkező autonóm államigazgatási szerv, melynek feladata a személyes adatok védelméhez, valamint a közérdekű és a közérdekből nyilvános adatok megismeréséhez való jog érvényesülésének ellenőrzése és elősegítése. A tevékenysége ellátása során a Hatóság önállóan gyakorolja az információs önrendelkezési jogról és az információszabadságról szóló 2011. évi CXII. törvényben (a továbbiakban: Infotv.) megállapított hatáskörét. A Hatóság független, kizárólag a törvényeknek alárendelten működik, számára feladatot csak törvény állapíthat meg. Feladatkörében nem utasítható, a feladatát más szervektől elkülönülten, befolyásolástól mentesen látja el.
A Hatóság illetékessége Magyarország területére terjed ki. Ez azonban nem akadálya annak, hogy a Hatóság saját hatáskörében vagy európai, illetve nemzetközi együttműködés keretében más államhoz kötődő tevékenységeket vizsgáljon, annak kapcsán eljárást folytasson.
Feladatellátásának feltételeit a Hatóság Elnöke biztosítja, akit a miniszterelnök javaslatára a köztársasági elnök nevezi ki 9 évre. Az Elnök irányítja a Hatóságot, az Infotv. alapján meghatározza annak feladatait, szabályozza a kiadmányozás rendjét és a munkarendet. 2012-től Péterfalvi Attila korábbi adatvédelmi biztos tölti be ezt a tisztséget.
Gazdálkodását tekintve a Hatóság önállóan működő és gazdálkodó, közhatalmi költségvetési szerv.
Idegen nyelvű elnevezései:
a) angol megnevezése: National Authority for Data Protection and Freedom of Information, 
b) német megnevezése: Nationale Behörde für Datenschutz und Informationsfreiheit, 
c) francia megnevezése: Autorité Nationale pour la Protection des Données et la Liberté de l’Information, 
d) orosz megnevezése: Национальное Управление по Защите Данных и Свободе Инфорормации.
A Hatóság hivatalos honlapja: http://www.naih.hu

## Eljárásai
A Hatóságnál bárki vizsgálatot kezdeményezhet, akár a jogsérelem bekövetkezését követően, akár ha csak annak veszélye fennáll. A bejelentéstől számított két hónapon belül a Hatóság dönteni kényszerül. Döntéséről értesíti a bejelentőt. Amennyiben a bejelentést
megalapozatlannak tartja, lezárja az eljárását. Megalapozottság esetén adatvédelmi hatósági eljárást indít, vagy egyéb intézkedést tesz. Az egyéb intézkedések körében a Hatóság az adatkezelőt a jogsérelem orvoslására, illetve a jogsérelem veszélyének megszüntetésére szólíthatja fel, illetve ajánlással élhet a felügyeleti szerve felé. A Hatóság jogszabály, illetve közjogi szervezetszabályozó eszköz
módosítását, hatályon kívül helyezését vagy épp megalkotását is javasolhatja. A Hatóság tehát nem csak a már bekövetkezett jogsértés esetén szankcionál, hanem preventív célból is intézkedhet. Ha a Hatóság intézkedése nem vezetett eredményre, adatvédelmi hatósági eljárást indíthat.
A Hatóság nem mérlegelhet, hanem köteles megindítani a hatósági eljárást – akár az előzetes vizsgálati eljárás nélkül is –, ha a jogellenes adatkezelés személyek széles körét érinti, különleges adatokat érint, vagy nagy érdeksérelmet, kárveszélyt idézhet elő.

## Kritikák
Bírálói szerint a 2012. január 1-jétől hatályos szabályozás gyengülést jelent a személyes adatok védelmében és a közérdekű adatok nyilvánosságra hozásában, hiszen ezeket főként éppen azzal a végrehajtó hatalommal szemben kell majd biztosítania a hatóságnak, amelytől a léte függ. Ugyanakkor az új hivatal  erősebb hatósági jogosítványokat kapott (pl. bírság kivetése), mint korábban az ombudsmannak volt. Ezeket a jogokat azonban az adatvédelmi biztosnak is meg lehetett volna adni, sőt, azok bevezetését kifejezetten az adatvédelmi biztos javasolta.
2012 januárjában kiderült, hogy az Európai Bizottság (EB) kötelezettségszegési eljárást indít Magyarország ellen az adatvédelmi biztos intézményének megszüntetése miatt.

## Bocsánatkérés
A Magyarországgal szemben az Európai Bizottság által indított kötelezettségszegési eljárásban az Európai Unió luxembourgi székhelyű bíróságának megállapította, hogy Magyarország megsértette az uniós jogot, mert idő előtt (2014. szeptembere helyett 2012. január 1-jével)  megszüntette az adatvédelmi biztos megbízatását. Az ítélet indoklása szerint a személyes adatok védelméért felelős hatóságok függetlensége megköveteli, hogy a tagállamok tiszteletben tartsák az adatvédelmi hatóságok megbízatásának időtartamát.
Trócsányi László igazságügy-miniszter 2014. nyarán közleményben kért elnézést illetve kifejezte sajnálatát a korábbi adatvédelmi biztosnak, Jóri Andrásnak az idő előtti elmozdítása miatt.